# Пенрит (Великобритания)
Пенрит (англ. Penrith) — небольшой город в графстве Камбрия (Англия), административный центр района Эден. Население — 14 756 человек.

## История
Принято считать что название города имеет камбрийские корни.
Во время расширения городского кладбища была обнаружена римская дорога. Часть дороги была распахана и было принято решение о её реконструкции, сейчас это одно из важных туристических мест города.
Среди достопримечательностей города выделяется также церковь св. Андрея построенная в 1720—1722 годах рядом с башней XIII века, возле церкви расположено кладбище с большим количеством древних крестов и надгробий, в том числе древний норвежский крест приблизительно IX века. Рядом с городом расположен замок Пенрит XIV—XVI веков.